# 59000 Beiguan
59000 Beiguan è un asteroide della fascia principale. Scoperto nel 1998, presenta un'orbita caratterizzata da un semiasse maggiore pari a 2,2060796 UA e da un'eccentricità di 0,1205231, inclinata di 4,79468° rispetto all'eclittica.
L'asteroide è stato dedicato al Planetario di Pechino, nome originale Beijing Tianwenguan, in occasione del cinquantennale dell'apertura.